# Fructicultura

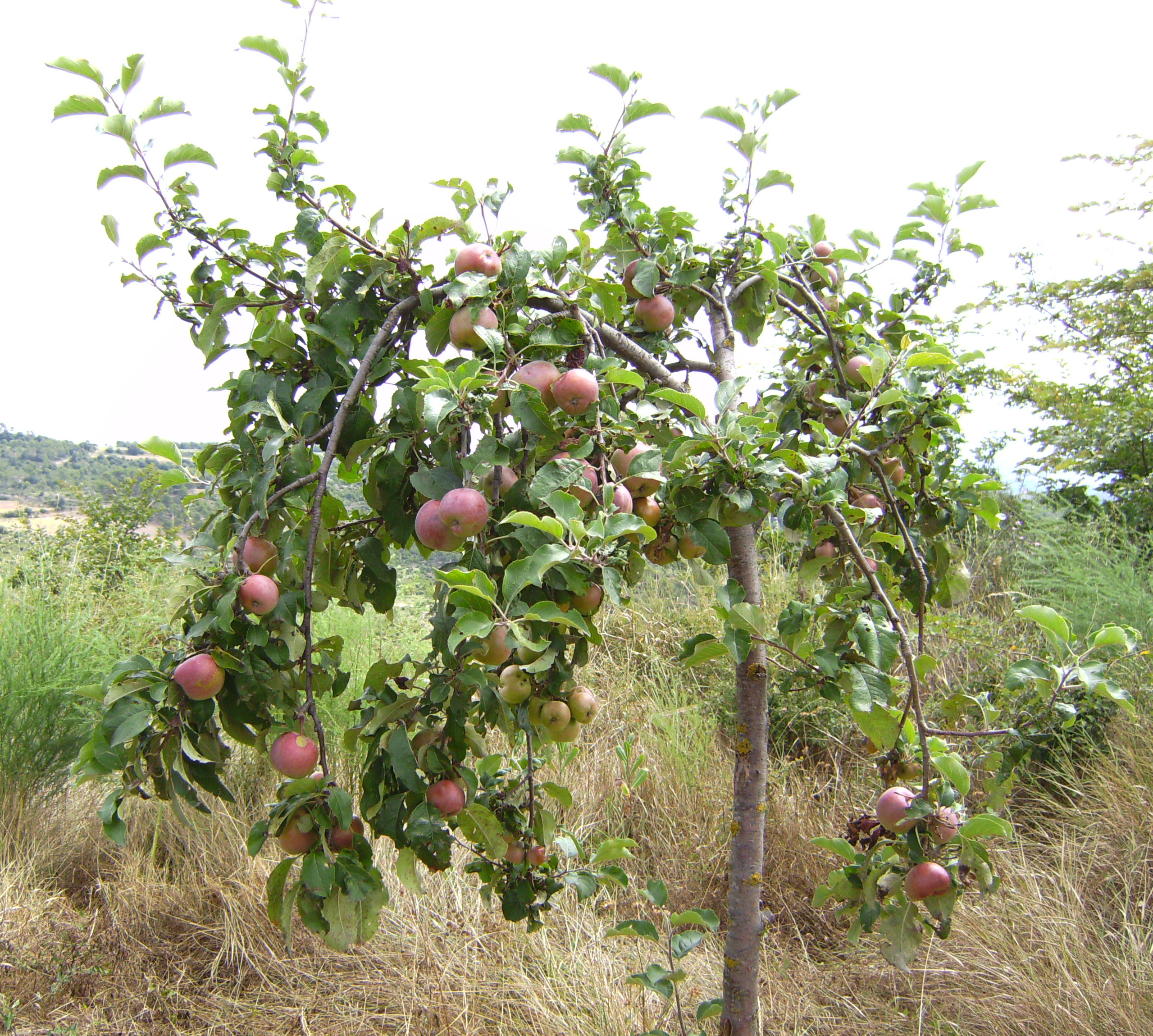
La pomera és típica de la fructicultura de climes temperats (a Castelltallat)

Fructicultura o arboricultura fruitera, és la branca de l'agricultura que s'ocupa de la producció de fruites tant en arbres com en arbusts o plantes herbàcies.

## Classificacions en fructicultura
Pel tipus de fruita
- Fruita dolça
- Fruita seca
- Citricultura

Per les necessitats climàtiques
- De clima fred: Cassis (riber negre), riber vermell
- De clima continental: pomera, perera europea, cirerer, noguer, etc.
- De clima mediterrani: Olivera de taula, ametller, figuera, presseguer, cítrics, etc.
- De clima càlid (equatorial,tropical o subtropical): mango, papaia, alvocat, dàtil, etc.

## Imatges

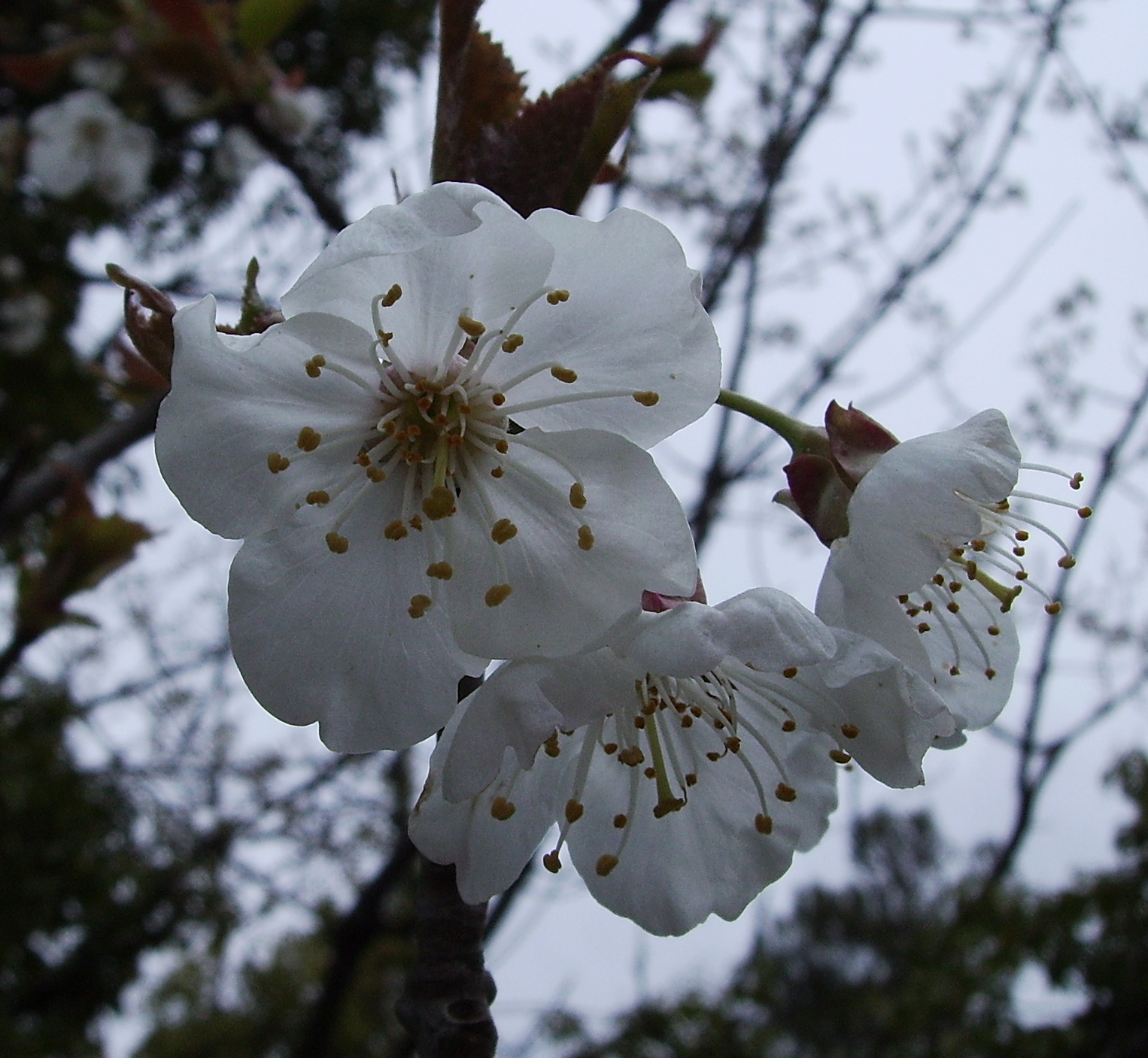
Flors de cirerer
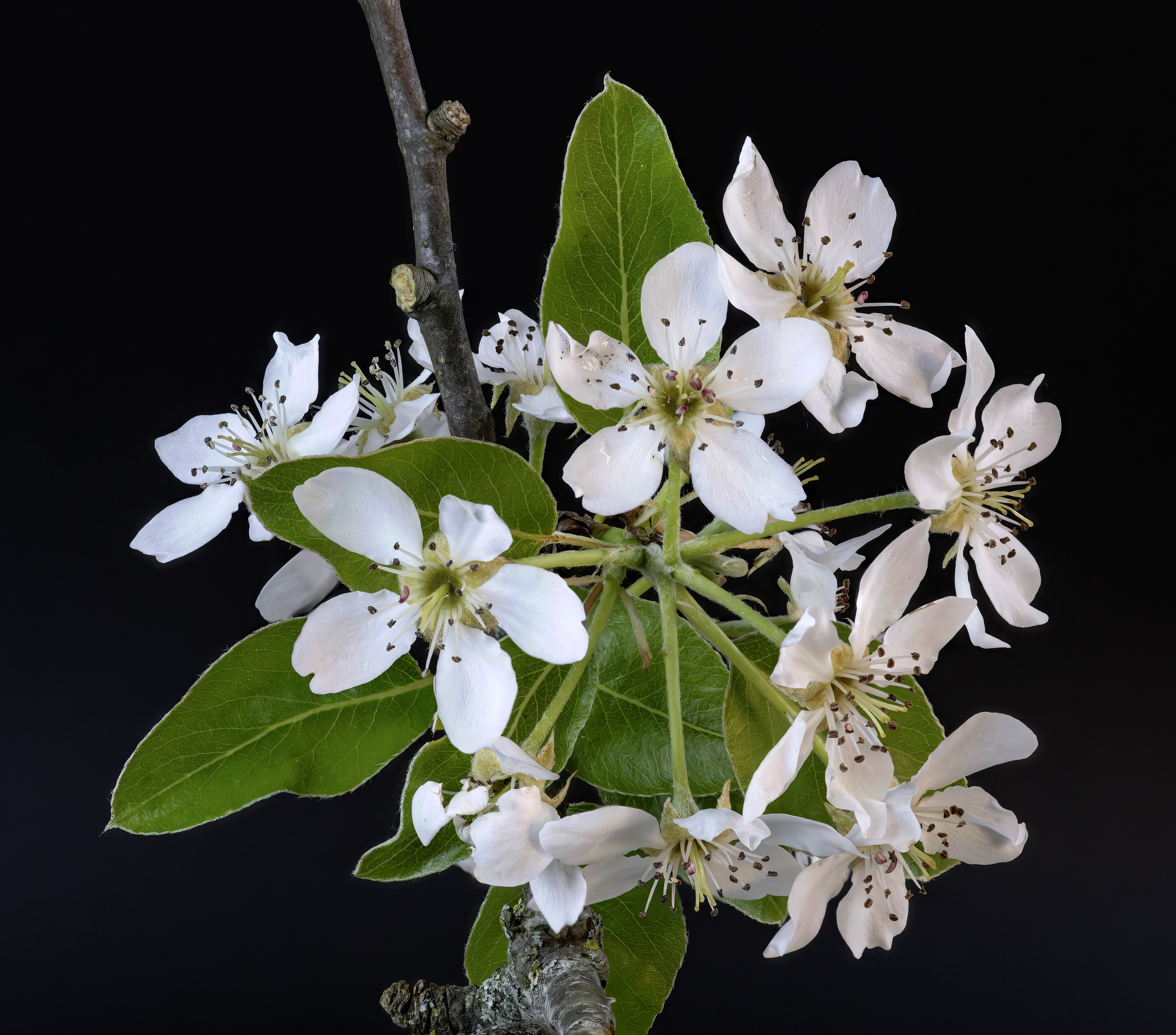
Flors de perera
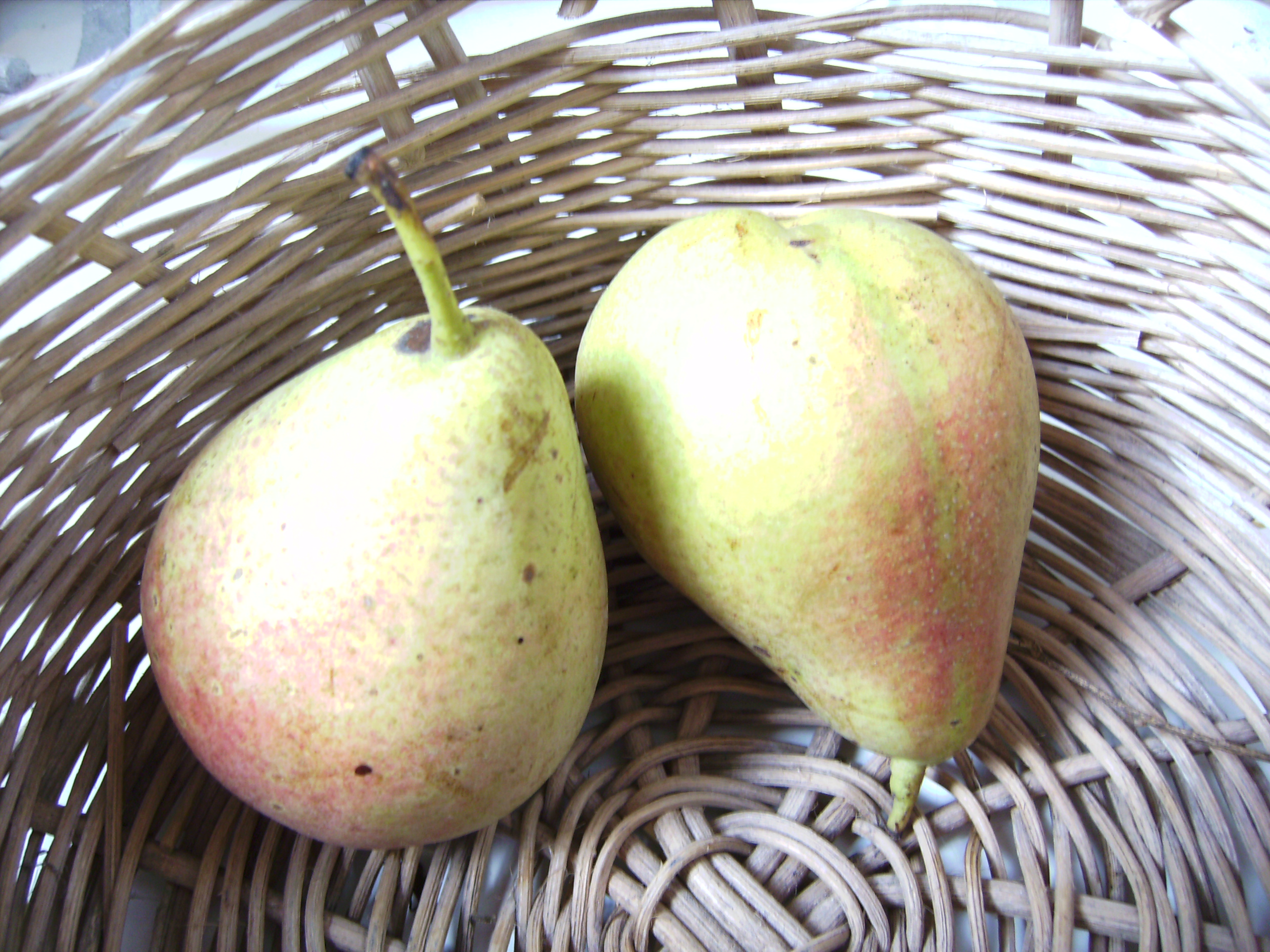
Peres de la perera anterior
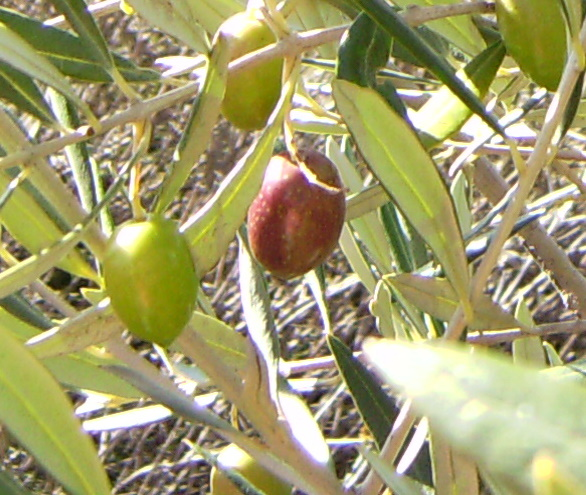
Olives varietat Piqual
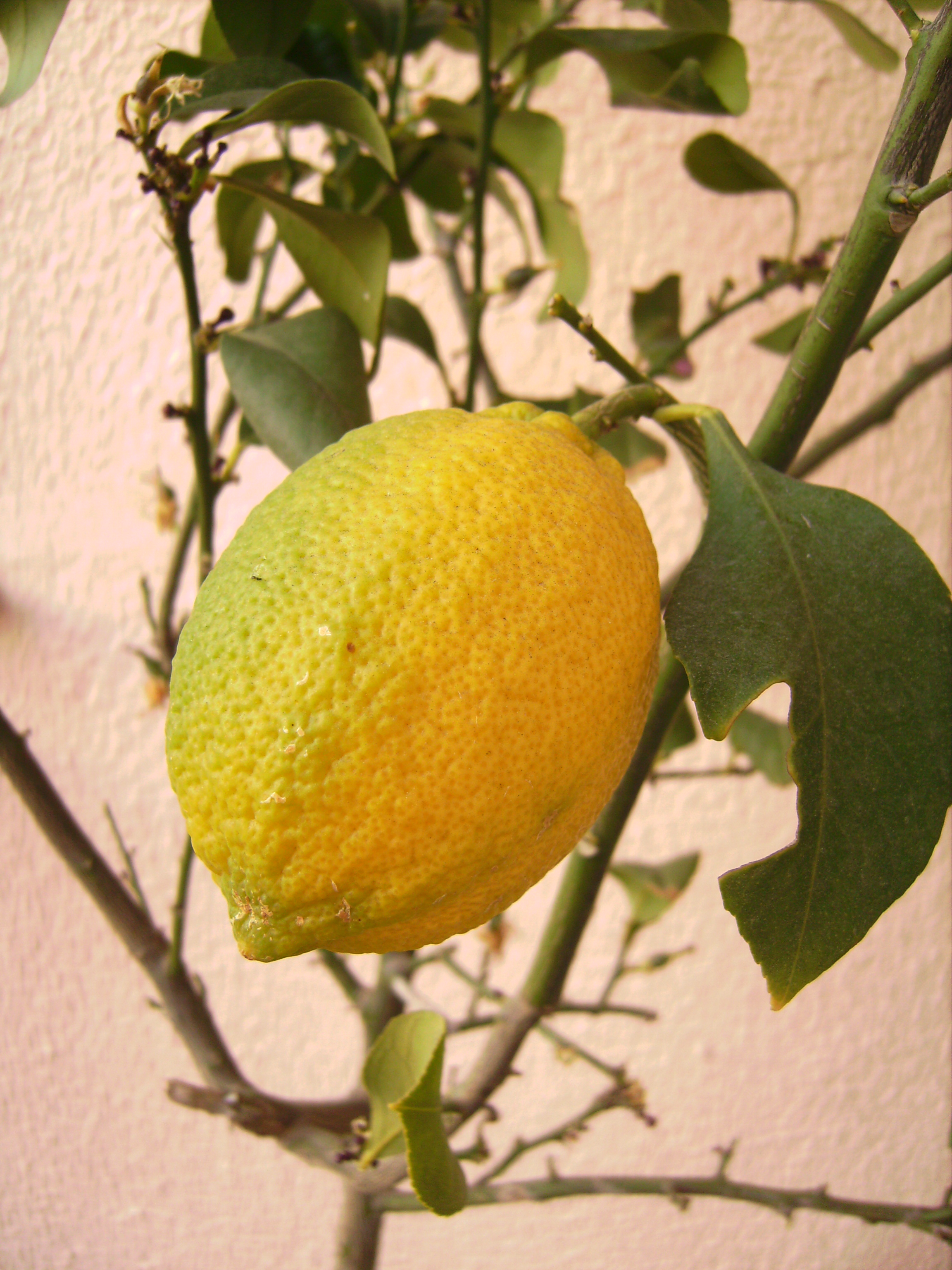
llimona al llimoner